# 蒂朗蓬泰雅克
蒂朗蓬泰雅克（法語：Tirent-Pontéjac）是法国热尔省的一个市镇，属于欧什区（Auch）萨拉蒙县（Saramon）。该市镇总面积7.55平方公里，2009年时的人口为89人。

## 人口
蒂朗蓬泰雅克人口变化图示